# Abner (imię)
Abner – imię męskie pochodzenia biblijnego, w języku hebrajskim oznaczające „ojciec światła”.
W innych językach:
- łacina – Abner
- angielski – Abner
- łotewski – Abners
- rosyjski – Avenir
- węgierski – Abnér.

Abner jest w Polsce imieniem rzadkim. W styczniu 2024 w rejestrze PESEL było 12 mężczyzn o imieniu Abner nadanym jako imię pierwsze oraz 4 mężczyzn noszące imię Abner jako imię drugie. 

## Osoby o imieniu Abner
- Abner – postać biblijna, dowódca wojsk Saula
- Abner Doubleday (1819–1893) – amerykański generał
- Abner Graboff (1919–1986) – amerykański artysta grafik.